# Epixanthops casellatoi
Epixanthops casellatoi es un especie de crustáceo decápodo de la familia Xanthidae. La única especie del género Epixanthops.

## Distribución geográfica
Es endémica de Madagascar.